# Cénégermine
La cénégermine est un médicament utilisé dans le kératite neurotrophique. Il est vendue sous le nom de marque Oxervate.

## Mode d'action
Il s'agit d'une forme recombinante du facteur de croissance nerveuse.

## Usage médical
La cénégermine est un médicament utilisé pour traiter la kératite neurotrophique. Le médicament est utilisé chez les personnes atteintes d'une maladie modérée ou grave. Son utilisation n'a pas été recommandée par le Royaume-Uni. Le médicament est utilisé comme collyre.

## Effets secondaires
Les effets secondaires de ce médicament comprennent des douleurs oculaires, une augmentation de la production de larmes ou des douleurs aux paupières. La sécurité de ce médicament pendant la grossesse n'est pas claire. 

## Histoire
Le médicament a été approuvé pour un usage médical en Europe en 2017 et aux États-Unis en 2018,. Aux États-Unis, 14 flacons coûtent environ 23 600 dollars américains en 2021.